# Woodensky Cherenfant
Woodensky Marlet Cherenfant, también conocido como Babalito, (Fuerte Libertad, Haití, 16 de enero de 1995) es un futbolista profesional haitiano, se desempeña en el terreno de juego como mediocampista ofensivo y su actual equipo es el FICA de la Liga de fútbol de Haití.

## Historia
Nacido en Fuerte Libertad, Babalito empezó a jugar al fútbol a la edad de los seis años en la escuela de fútbol Galaxie, y jugó por la AS Fort Liberté y por la AS Limonade antes de pasar al FICA.
No seleccionado por Patrice Neveu para competir en la Copa América Centenario, a pesar de su condición de mejor jugador del campeonato haitiano de 2016, Cherenfant anunció de inmediato su salida al Cibao de la República Dominicana. Por el Cibao, ganó el Campeonato de Clubes de la CFU de 2017. Se quedó en el club hasta enero de 2019, cuándo optó por no renovar su contrato. En 2019, pasó al Atlético Pantoja. Un año después, regresó a Haiti para fichar por su antiguo club.

## Clubes
| Club             | País                 | Año           |
| ---------------- | -------------------- | ------------- |
| AS Fort Liberté  | Haití                | ?? - ??       |
| AS Limonade      | Haití                | ?? - 2013     |
| FICA             | Haití                | 2013 - 2014   |
| Tempête FC       | Haití                | 2014 - 2015   |
| FICA             | Haití                | 2015-2016     |
| Cibao FC         | República Dominicana | 2016-2018     |
| Atlético Pantoja | República Dominicana | 2019          |
| FICA             | Haití                | 2019-presente |

## Trayectoria internacional
Babalito ha representado en cinco ocasiones a la selección mayor de Haití. Fue convocado para disputar la Copa América Centenario 2016, pero debido a su traspaso a la Liga Dominicana de Fútbol, la Federación Haitiana de Fútbol decidió dejarlo fuera de la convocatoria a última hora, ya que la FHF tenía como regla interna para la copa solo llevar jugadores de la liga local aparte de los profesionales que se encuentran en ligas de alto nivel por el mundo.